# Kara Wolters
Kara Elizabeth Wolters, coniugata Drinan (Natick, 15 agosto 1975), è un'ex cestista statunitense, professionista nella ABL e nella WNBA.

## Carriera
È stata selezionata dalle Houston Comets al terzo giro del Draft WNBA 1999 (36ª scelta assoluta).
Con gli Stati Uniti ha disputato i Giochi olimpici di Sydney 2000 e due edizioni dei Campionati mondiali (1994, 1998).

## Palmarès
- Campionessa NCAA (1995)
- Migliore stoppatrice ABL (1998)
- Campionato WNBA: 1

Houston Comets: 1999